# 卞晋平
卞晋平（1953年10月—），河北定兴人，中华人民共和国政治人物，全国政协委员、副秘书长。

## 生平
卞晋平是中国共产党党员。1970年5月参加工作。1970年5月到1976年10月，在山西省运城地区报社工作。1976年11月到1982年2月，为山西大学政治系学生、教师。1982年2月到1984年12月，为中共中央党校理论部硕士研究生，获法学硕士学位。1984年12月到1990年5月，任全国政协研究室理论处副处长、秘书局办公室主任。1990年5月到1994年4月，任全国政协研究室副主任兼全国政协干部培训中心副主任。1994年4月到1995年4月，任人民政协报社总编辑。1995年4月到2002年8月，任全国政协研究室主任兼新闻办公室主任。2002年8月到2006年2月，任全国政协办公厅研究室主任（副部长级）、全国政协机关党组成员。2006年3月到2008年10月，任全国政协副秘书长、全国政协机关党组成员。2008年10月起，任全国政协文史和学习委员会副主任（驻会）。他是第十届、十一届、十二届全国政协委员，第十届、十一届全国政协副秘书长。